# Aegoniscus gigas
Aegoniscus gigas là một loài chân đều trong họ Cabiropidae. Loài này được Barnard miêu tả khoa học năm 1925.